# عزبة سريوه الكبرى
سريوه الكبرى، هي إحدى القرى التابعة لمركز بيلا في محافظة كفر الشيخ في جمهورية مصر العربية. حسب إحصاءات سنة 2017، بلغ إجمالي السكان في سريوه الكبرى 7067 نسمة، منهم 4178 رجل و2889 امرأة.

## التاريخ
عزبة سريوه الكبرى من القرى القديمة وهي عزبه تابعة لقرية كفر الجرايدة. 